# Wake Up 1230
A Wake Up 1230 2021-ben alakult magyar alternatív rock, punk rock zenekar.

## Története
2012 óta a tagok laza szerkezetben írnak együtt dalokat. Így született meg a Loretta című szerzemény, melyhez Miki357 forgatott klipet Londonban. A formáció Wild Colours című dalával a Balcony TV chartjának első helyére került 2014 novemberében. A szupergroupot a hazai underground négy jelentős alakja alapította 2021-ben. A tagok a Supernemből, a 30Y-ból, a Frenk zenekarból, és a Rühös Foxi együttesből ismertek. A SounDay Studiosban Vastag Gábor „Vasti” producerelésében rögzített első nagylemezük bakeliten jelenik meg 2022-ben a nemzetközi Record Store Day alkalmából.

## Tagok

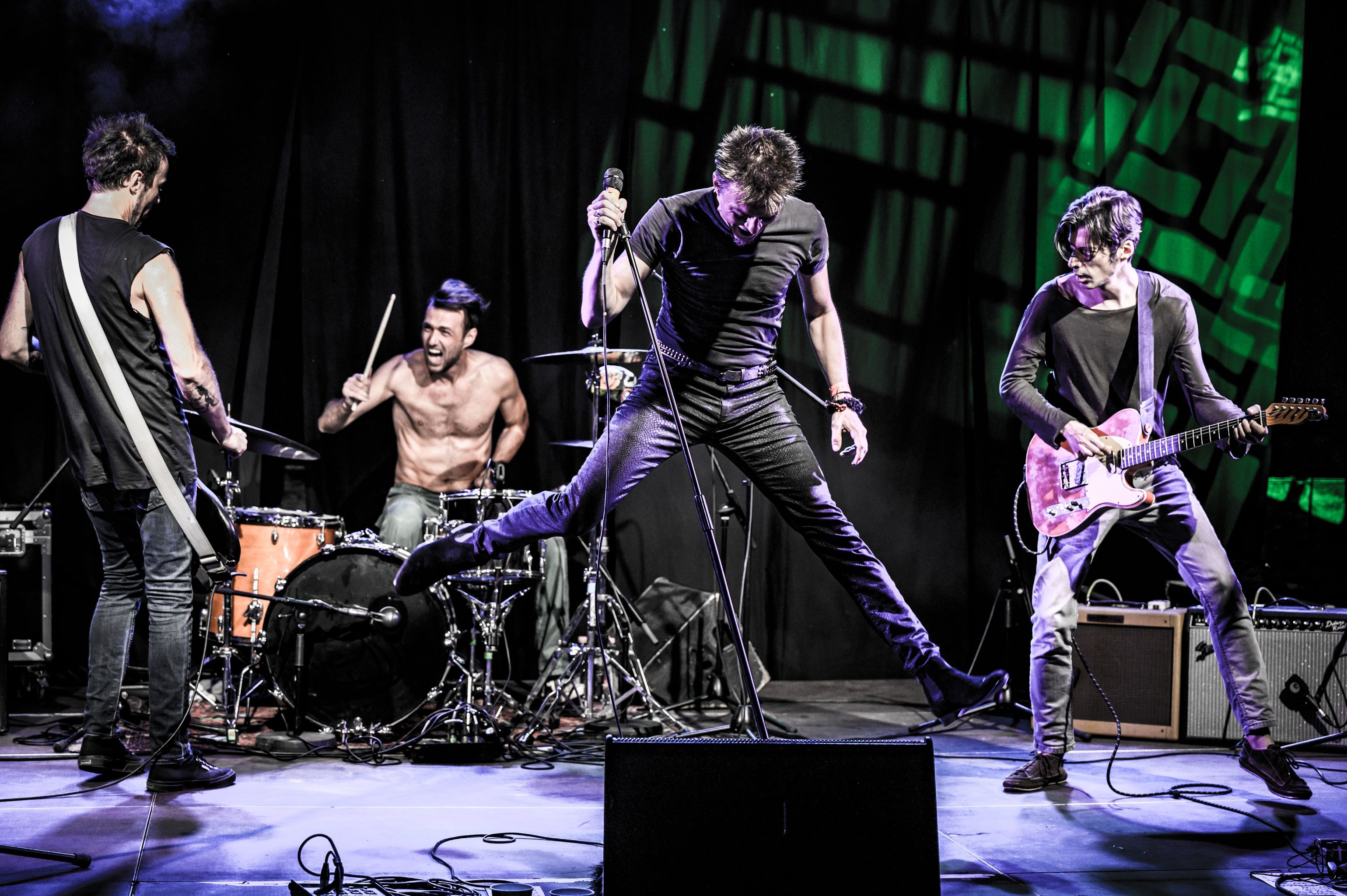
Simara László koncertfotója

- Baksa-Soós Attila – ének[6]
- Frenk – gitár[6]
- Papp Szabi – basszusgitár[6]
- Beck László (Zaza) – dob[6]

## Diszkógráfia
- Wild Colours (2014) single[7][8]
- Baby Star (2021) EP[9]
- Russian Tzar (2021) single[10]
- Wild Colors (2021) LP[11]

## Klipek
- Wild Colours (2014) rendezte: PU R E[12]
- Baby Star (2021) rendezte: Novák Kristóf (Umbrella), Compact TV. Főszereplő: Péterfy Bori[13]
- Russian Tzar (2021) rendezte: Kálló Péter. Cárnő: Gréti[14][15]